# Нордстранд, Мортен
Мортен Нордстранд Нильсен (дат. Morten Nordstrand Nielsen; род. 8 июня 1983[…], Хуннестед, Фредериксборг) — датский футбольный нападающий и тренер, выступал в составе сборной Дании.

## Клубная карьера

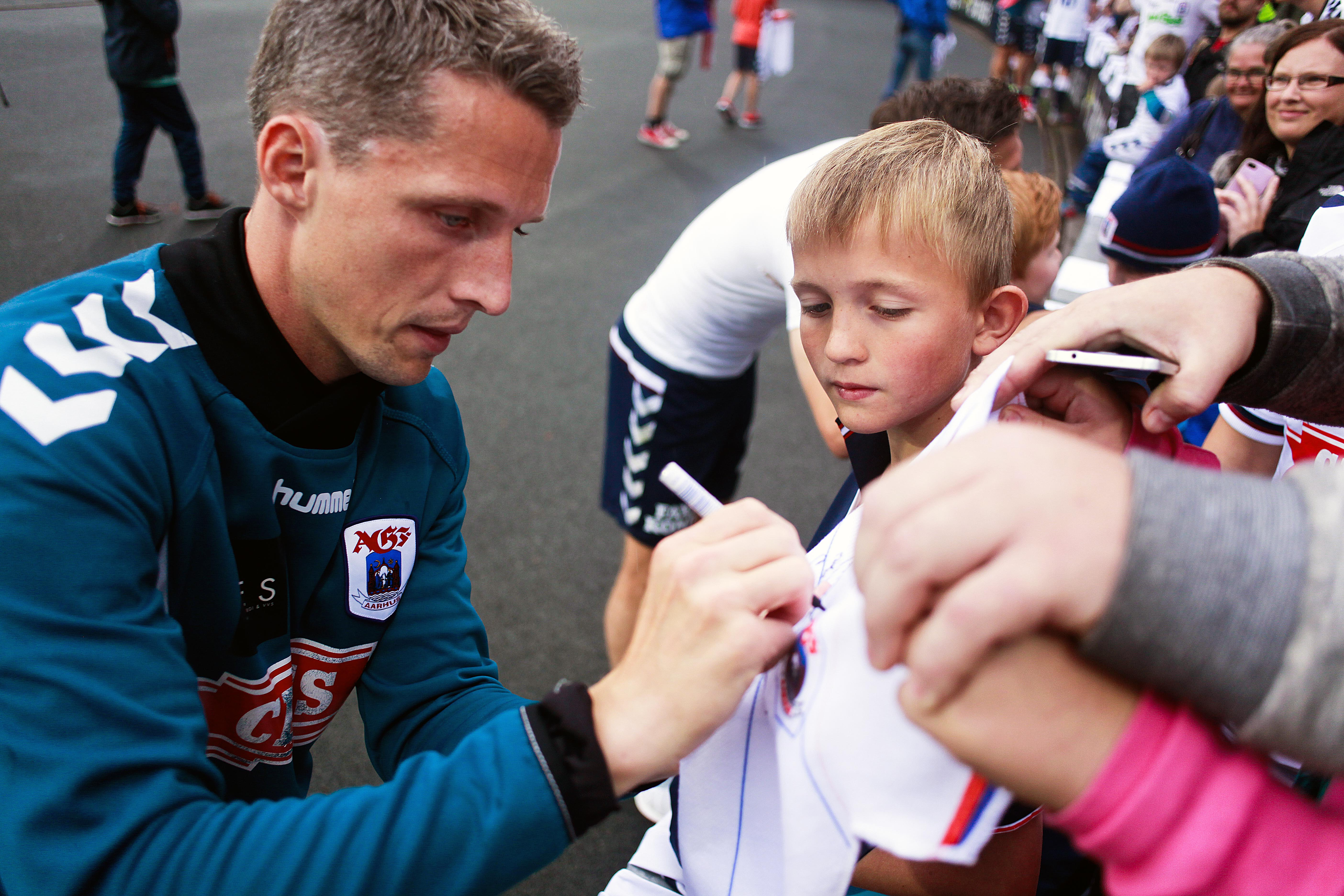
Нордстранд раздаёт автографы болельщикам

Нордстранд — воспитанник клуба «Люнгбю». В конце 2001 года он дебютировал за основную команду в датской Суперлиге в возрасте 17 лет. По итогам сезоне клуб вылетел из элиты, но Мортен остался в команде и стал одним из лидеров клуба и его главной ударной силой. Отличная результативность молодого нападающего привлекла внимание более именитых клубов и в 2006 году Нордстранд перешёл в «Норшелланн». В своём дебютном сезоне он стал лучшим бомбардиром команды и летом присоединился к «Копенгагену». 28 ноября 2007 года в матче Кубке УЕФА против московского «Локомотива» Мортен забил гол. 18 сентября 2008 года в поединке Кубке УЕФА против «Москвы» Нордстранд забил гол. В 2009 году он помог команде выиграть чемпионат, завоевать Кубок Дании, а сам стал лучшим бомбардиром первенства.
Летом того же года Нордстранд на правах аренды перешёл в нидерландский «Гронинген». В матче против «Херенвена» он дебютировал в Эредивизи. В этом же поединке Мортен забил свой первый гол за «Гронинген».
Летом 2010 года Нордстранд вернулся в «Копенгаген», но уже в начале 2011 года был отдан в аренду в свой бывший клуб «Норшелланн». По окончании срока аренды Мортен подписал с командой полноценный контракт. В начале 2015 года Нордстрад перешёл в «Орхус». 15 марта в матче против «Академиска» он дебютировал за новую команду. 3 мая в поединке против «Брёнсхёй» Мортен забил свой первый гол за «Орхус». По итогам сезона он помог команде выйти в элиту. 27 июля в матче против «Виборга» Мортен дебютировал за клуб на высшем уровне.
В начале 2016 года Нордстранд перешёл в австралийский «Ньюкасл Юнайтед Джетс». 31 января в матче против «Аделаида Юнайтед» он дебютировал в A-Лиге. 20 февраля в поединке против новозеландского «Веллингтон Феникс» Мортен сделал «дубль», забив свои первые голы за «Ньюкасл Юнайтед Джетс». Летом 2017 года Нордстранд вернулся на родину, подписав контракт с клубом Первого дивизиона Дании «Фремад Амагер». 30 июля в матче против «Вендсессля» он дебютировал за новую команду. 27 августа в поединке против «Фредерисии» Мортен забил свой первый гол за «Фремад Амагер».

## Международная карьера
20 января 2007 года в товарищеском матче против сборной США Нордстранд дебютировал за сборную Дании. В отборочном матче чемпионата Европы 2008 против сборной Лихтенштейна он сделал дубль, забив свои первые голы за национальную команду.

## Статистика

### Матчи Нордстранда за сборную Дании
| Матчи Нордстранда за сборную Дании | Матчи Нордстранда за сборную Дании | Матчи Нордстранда за сборную Дании | Матчи Нордстранда за сборную Дании | Матчи Нордстранда за сборную Дании | Матчи Нордстранда за сборную Дании |
| ---------------------------------- | ---------------------------------- | ---------------------------------- | ---------------------------------- | ---------------------------------- | ---------------------------------- |
| №                                  | Дата                               | Соперник                           | Счёт                               | Голы Нордстранда                   | Соревнование                       |
| 1                                  | 6 февраля 2007                     | Австралия                          | 3:1                                | —                                  | Товарищеский матч                  |
| 2                                  | 22 августа 2007                    | Ирландия                           | 0:4                                | —                                  | Товарищеский матч                  |
| 3                                  | 12 сентября 2007                   | Лихтенштейн                        | 4:0                                | 2                                  | Чемпионат Европы 2008 (отбор)      |
| 4                                  | 1 июня 2008                        | Польша                             | 1:1                                | —                                  | Товарищеский матч                  |
| 5                                  | 11 октября 2008                    | Мальта                             | 3:0                                | —                                  | Чемпионат мира 2010 (отбор)        |
| 6                                  | 19 ноября 2008                     | Уэльс                              | 0:1                                | —                                  | Товарищеский матч                  |
| 7                                  | 11 февраля 2009                    | Греция                             | 1:1                                | —                                  | Товарищеский матч                  |
| 8                                  | 28 марта 2009                      | Мальта                             | 3:0                                | 1                                  | Чемпионат мира 2010 (отбор)        |

Итого: 8 матчей / 3 гола; 4 победы, 2 ничьи, 2 поражения.

## Достижения
Командные
«Копенгаген»
- Чемпионат Дании по футболу — 2008/2009
- Обладатель Кубка Дании — 2008/09, 2011/12

Индивидуальные
- Лучший бомбардир датской Суперлиги (16 мячей) — 2008/2009